# Franck Putelat
Franck Putelat né le 7 novembre 1969 à Dole dans le département du Jura, est un chef cuisinier français doublement étoilé au guide Michelin , installé à Carcassonne,.

## Biographie
Issu d'une famille de fromagers établis à Mignovillard, il se destine à la cuisine en débutant son apprentissage en 1986 à « L'Hôtel de France » à Crotenay auprès du chef René Conrod. Il le poursuivra à « L'Hôtel de France » situé à Les Rousses dirigé par le chef étoilé, Roger Petit. En 1990, il obtient son brevet de maitrise à « L'Auberge de Chavannes »  située à Courlans chez Pierre Carpentier. Son service militaire sera effectué dans les cuisines de l'hôtel Matignon sous Michel Rocard d'où il rejoindra à sa sortie comme chef de partie, Philippe Legendre, pour un an, au restaurant triplement étoilé Taillevent. Il passera ensuite cinq ans auprès de Georges Blanc à Vonnas où il sera promu « chef exécutif » qui sera suivi par un passage, non concluant, à « La Bastide de Saint-Tropez »,.

### Arrivée à Carcassonne
En 1998, il est recruté par le groupe Orient Express, nouveau propriétaire de l'Hôtel de la Cité de Carcassonne où il restera 10 ans en obtenant sa première étoile en 2002 pour le restaurant « La Barbacane », ancienne table doublement étoilé qui avait connue son heure de gloire de 1991 à 1996 sous la direction de Michel Del Burgo. Il se verra décerné le Bocuse d'argent, lors du concours des Bocuse d'or 2003, finissant à un point du lauréat,. 
Après avoir laissé son poste à son second, Jérôme Ryon, il inaugure son propre restaurant accompagné d'un hôtel en 2006, « Le Parc - Franck Putelat » qu'il crée au pied de la Cité de Carcassonne,,. Il décroche sa première étoile en 2007, suivie d'une deuxième en 2012. En 2018, le titre de Meilleur ouvrier de France lui est décerné,,. Parallèlement, il dirige dans la bastide Saint-Louis de Carcassonne, la brasserie « A quatre temps » qu'il a créée en 2016,, ainsi que depuis 2018 « La Table du 2 » au deuxième étage du Musée de la romanité à Nimes, dont il signe la carte,. En 2023, il participe à la Saison 14 de Top Chef en qualité de juré et à l'émission culinaire « Cuisine ouverte » du chef Mory Sacko,,.

En 2025, son restaurant figure dans le classement des 1000 meilleurs restaurants mondiaux établis par La Liste (gastronomie et hôtellerie) avec une note de 88 sur 100.

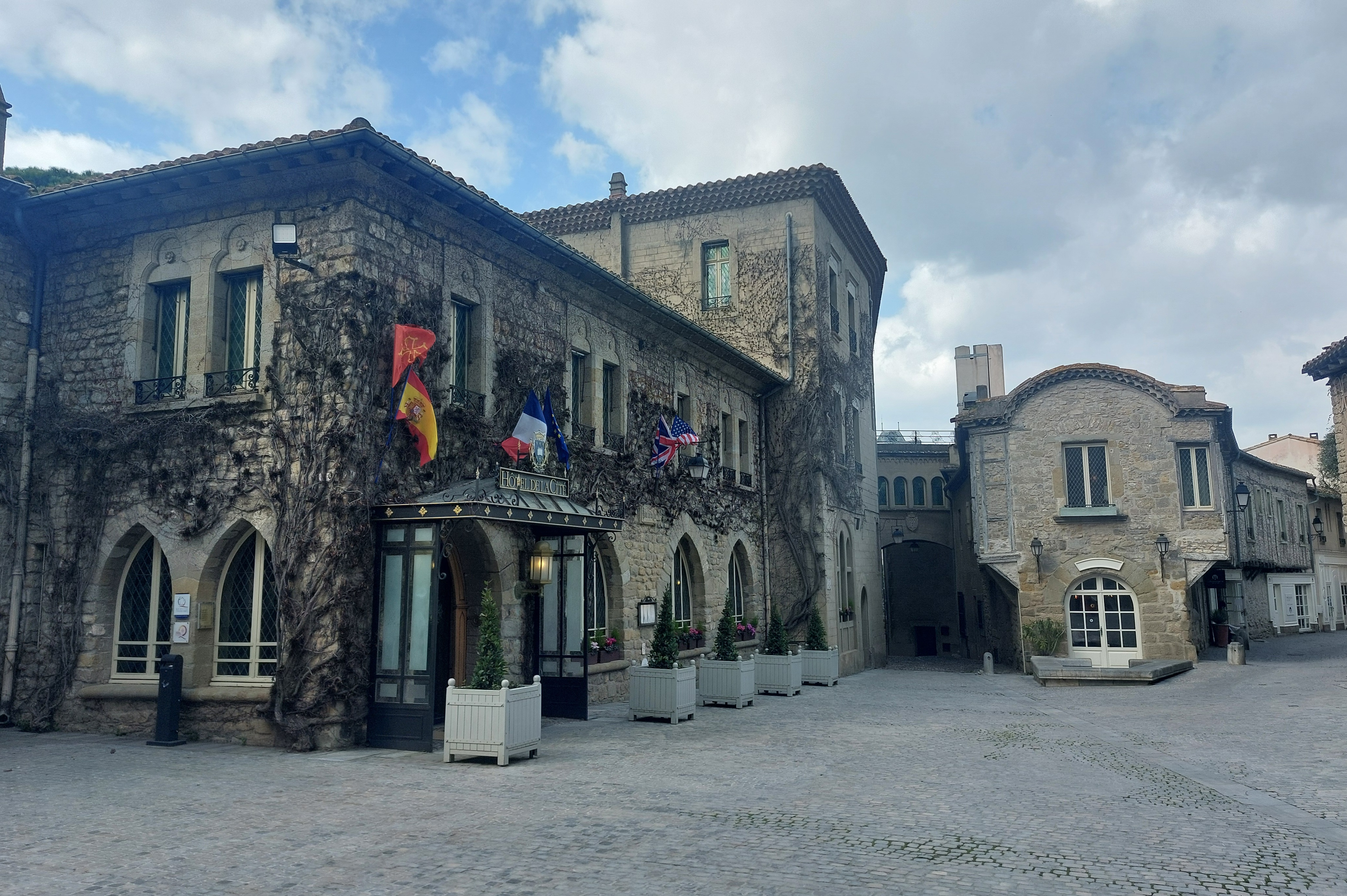
« L'Hôtel de la Cité » à Carcassonne.
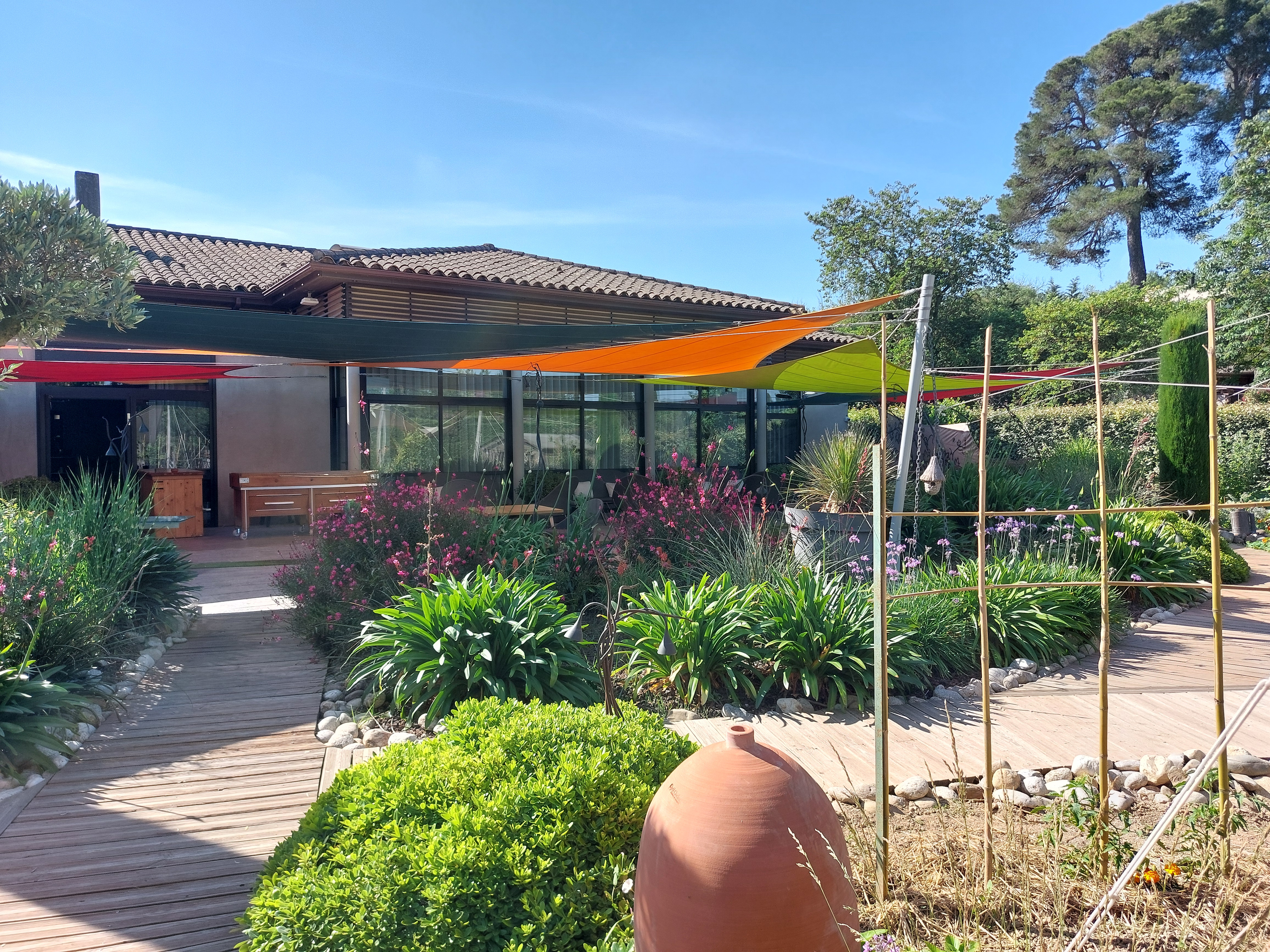
Le restaurant « Le Parc-Franck Putelat ».

## Cuisine de Franck Putelat

### Plats signatures
Ses plats signatures sont:
- Bouillabaisse, foie gras de canard :  foie gras avec un consommé de crabe vert (cranquette de Méditerranée)[24].
- Cassoulet, pigeonneau: haricots travaillés au siphon, saucisse de cuisse de pigeon, chips de morteau.
- Tartare - Frite, équilibre entre l’iode et le sang, entre terre et mer.

### Distinctions
- Première étoile au guide Michelin (2002);
- Bocuse d'Argent (2003);
- Médaille d'honneur de la ville de Carcassonne (2003)[25];
- Deuxième étoile au guide Michelin (2012);
- Meilleur ouvrier de France (2018).

## Publications
- Franck Putelat, Didier Thomas-Radux, Arnaud Späni (photographies), Ma cuisine classique-fiction, 160.p, éditions Privat, Toulouse 2019  (ISBN 978-2708942080)[26],[27],[28].